# My Sister Sam
My Sister Sam (Minha Irmã é Demais, no Brasil) é uma série de televisão norte-americana de comédia de situação produzida e exibida pela CBS de 1986 a 1988. Criada por Stephen Fischer. Teve sua estréia nos Estados Unidos em 6 de outubro de 1986 e foi transmitida originalmente até 12 de abril de 1988, totalizando 2 temporadas e 44 episódios, no entanto, 12 episódios não chegaram a ser exibidos. No Brasil, a série foi exibida entre 1991 e 1994 pela RecordTV.[carece de fontes?]
A maior parte da ação ocorre no apartamento onde a irmã mais velha Samantha tem o seu estúdio de fotografia.

## Sinopse
A série de comédia acompanha a vida de Samantha "Sam" Russell (Pam Dawber), uma fotógrafa freelancer de 29 anos de São Francisco, e a sua irmã de 16 anos, Patti (Rebecca Schaeffer). A vida de Sam vira de cabeça para baixo quando Patti, que estava vivendo com os tios das irmãs, Elsie e Bob, na zona rural de Oregon desde a morte dos pais das meninas, aparece na porta de Sam e anuncia que irá morar com Sam.

## Elenco
- Pam Dawber como Samantha "Sam" Russell
- Rebecca Schaeffer como Patricia "Patti" Russell
- Joel Brooks como Jordan Dylan "JD" Lucas
- Jenny O'Hara como Dixie Randazzo
- David Naughton como Jack Kincaid